# Rudka-Cervînska, Kamin-Kașîrskîi
Rudka-Cervînska (în ucraineană Рудка-Червинська) este un sat în comuna Novi Cervîșcea din raionul Kamin-Kașîrskîi, regiunea Volînia, Ucraina.

## Demografie
Componența lingvistică a localității Rudka-Cervînska
     Ucraineană (99,48%)
     Alte limbi (0,51%)
Conform recensământului din 2001, majoritatea populației localității Rudka-Cervînska era vorbitoare de ucraineană (99,48%), existând în minoritate și vorbitori de alte limbi.